# Zico
Zico (* 3. März 1953 in Rio de Janeiro; eigentlich Arthur Antunes Coimbra) ist ein ehemaliger brasilianischer Fußballspieler und -trainer.
Zico wurde der „weiße Pelé“ genannt und war einer der populärsten Spieler Brasiliens der 1970er- und 1980er-Jahre. In 71 Länderspielen schoss der beidfüßig gleich stark spielende Zico 48 Tore. Er spielte von 1971 bis 1983 und 1985 bis 1989 bei Flamengo Rio de Janeiro in seiner Geburtsstadt Rio de Janeiro. Zwischenzeitlich war er in Italien bei Udinese Calcio unter Vertrag. Wie Pelé trug er im Verein und in der Nationalmannschaft die Nummer 10.
Er galt neben Michel Platini, Falcão und Diego Maradona als weltbester Mittelfeldspieler seiner Zeit. Seine Spezialität waren Freistöße aus 18 bis 30 Metern. Von Pelé wurde er 2004 in die FIFA 100 aufgenommen.

## Karriere als Spieler

### Verein

Zico im Trikot von Flamengo Rio de Janeiro

#### Flamengo
Zico spielte fast seine gesamte Karriere beim CR Flamengo. Er schoss dabei 568 Tore in 765 Spielen, was einem Durchschnitt von 0,74 Toren pro Spiel entspricht. Er trug seit Beginn seiner aktiven Zeit die legendäre Nummer 10. Mit Flamengo wurde er drei Mal brasilianischer Fußballmeister (1980, 1982, und 1983). Zudem gewann er 1981 den ersten und bisher einzigen Weltpokal für Flamengo; bei diesem Spiel wurde er auch zum besten Spieler gewählt. Die Prämie dafür teilte er in der Mannschaft auf. 1974 und 1982 wurde er mit der Bola de Ouro ausgezeichnet, der jährlichen Ehrung für den besten brasilianischen Spieler.

#### Udinese Calcio
Zicos Wechsel nach Italien zu Udinese Calcio, 1983, fasste Journalist Luigi Maffei mit diesem Bild zusammen: „Für uns Friauler ist Zico ein Ferrari-Motor in einem VW Käfer. Wir sind die einzigen auf der Welt, die ein so tolles und fast schon unmögliches Auto besitzen“. Bei seiner Ankunft in Udine warteten etwa 2.000 Menschen am Flughafen. In der Saison 1983/84 blieb er mit 19 Treffern nur ein Tor hinter Michel Platini, der Torschützenkönig wurde und zehn Partien mehr als Zico bestritten hatte.

#### Vorläufiges Karriereende, Kashima Antlers
Zico beendete seine Karriere 1989, organisierte 1990 den dritten Pelé-Cup und wurde 1990 sowie 1991 bester Spieler dieses Turniers. Er war für kurze Zeit Sportminister Brasiliens, um ab 1991 wieder zu spielen: Für die Kashima Antlers in der japanischen J. League bis 1994.

### Nationalmannschaft
International fiel er erstmals bei der Fußball-Weltmeisterschaft 1978 in Argentinien auf, jedoch stand er hier noch im Schatten seines Vorgängers in der zentralen Mittelfeldposition, Roberto Rivelino. Das Turnier verlief für Brasilien insgesamt glücklos. Im Gruppenspiel gegen Schweden wurde Zico der Siegtreffer auf kuriose Weise aberkannt. Er verwertete einen Eckball per Kopf, doch Schiedsrichter Clive Thomas aus Wales hatte Augenblicke zuvor abgepfiffen. Brasilien belegte in der Gruppe nur den zweiten Platz und kam in die zweite Finalrundengruppe mit Gastgeber Argentinien. Im ersten Spiel der Zwischenrunde gegen Peru erzielte Zico kurz nach seiner Einwechslung ein Elfmetertor. Nach einem Unentschieden gegen Argentinien besiegte dieses Peru mit 6:0 und zog aufgrund des besseren Torverhältnisses ins Finale ein. Den Peruanern, deren Torhüter aus Argentinien stammte, wurde vorgeworfen, das Spiel verschoben zu haben. Jahre später erwähnte ein peruanischer Senator, dass man absichtlich in der Höhe verloren habe. Brasilien wurde unter Trainer Cláudio Coutinho – der Zico später auch erfolgreich bei Flamengo trainieren sollte – WM-Dritter. Zico saß im Spiel um den dritten Platz nur auf der Ersatzbank.
Bei der Copa América 1979 wurde er mit Brasilien Dritter und erzielte zwei Tore.
Vor der Fußball-Weltmeisterschaft 1982 in Spanien galt Zico als weltbester Mittelfeldspieler und Brasilien als klarer WM-Favorit, obwohl die eigentlich vorgesehenen Stürmer Careca und Reinaldo verletzt waren. Zico bildete mit Sócrates, Falcão und Toninho Cerezo die „Fantastischen Vier“, die den Ausfall der etatmäßigen Stürmer durch viele Tore aus dem Mittelfeld kompensierten. Zico selbst erzielte im Turnierverlauf vier der 15 brasilianischen Tore. Brasilien erreichte erwartungsgemäß souverän die zweite Finalrunde. Dort bezwang die Seleção den Titelverteidiger Argentinien um den jungen Diego Maradona klar mit 3:1, doch im entscheidenden Spiel der zweiten Finalrunde unterlag Brasilien mit 2:3 sensationell dem späteren Weltmeister Italien. Diese Niederlage gilt in Brasilien seitdem als Tragödie von Sarrià. Ein Unentschieden hätte genügt, um weiterzukommen und das Halbfinale zu erreichen; beim Stand von 2:2 spielte die brasilianische Nationalmannschaft, auch ermuntert von der offensiven Philosophie ihres Trainers Telê Santana, jedoch weiterhin auf Sieg. Trotz der Niederlage wird das Team von 1982 neben der Mannschaft von Fußball-Weltmeisterschaft 1970, die in Mexiko den dritten WM-Titel für Brasilien gewann, immer noch als die beste brasilianische Nationalmannschaft aller Zeiten angesehen. Zico selbst äußerte sich mehrfach bedauernd über das Scheitern gegen Italien, „dem Tag, an dem der Fußball starb“ und die nachfolgende Entwicklung hin zum taktisch orientierten Kraftfußball: „Das Dream Team war die beste brasilianische Seleção aller Zeiten. Unser Scheitern war schlecht für den Weltfußball, weil der sich in die falsche Richtung entwickelt hat. … Wenn Brasilien 1982 gewonnen hätte, hätte sich der Fußball verändert“.
Bei der Fußball-Weltmeisterschaft 1986 in Mexiko gehörte Zico zwar noch zu den besten Spielern der Welt, hatte seinen Zenit jedoch überschritten. Nach einer Knieoperation noch nicht wieder völlig fit, kam er auf wenig Spielzeit und konnte im Viertelfinalspiel gegen Frankreich keine Wende herbeiführen. In der 72. Minute für Müller eingewechselt, scheiterte er in der 82. Minute per Elfmeter am französischen Torhüter Joël Bats und schied mit der Seleção erneut vorzeitig aus – wenn auch erst im Elfmeterschießen, in dem er seinen Elfmeter verwandelte. Frankreich siegte 5:4 n. E. in einem Spiel, das ebenfalls als eines der besten der WM-Geschichte gilt.

### Statistiken
| Mannschaft                                | Tore | Spiele | Durchschnitt |
| ----------------------------------------- | ---- | ------ | ------------ |
| Flamengo Rio de Janeiro                   | 568  | 765    | 0,74         |
| Udinese Calcio                            | 57   | 79     | 0,72         |
| Kashima Antlers                           | 54   | 88     | 0,61         |
| Brasilianische Nationalmannschaft         | 66   | 88     | 0,75         |
| Brasilianische Nationalmannschaft Masters | 8    | 16     | 0,50         |
| Andere                                    | 44   | 49     | 0,90         |
| Total                                     | 800  | 1091   | 0,73         |

## Karriere als Trainer

### Kashima Antlers
1994 wurde Zico Technischer Direktor von Kashima. Mit Zico schaffte Kashima den Aufstieg in die erste japanische Liga.

### Brasilien
1998 war Zico Assistent und sportlicher Direktor bei der brasilianischen Nationalmannschaft.

### Japan
Nach der WM 2002 übernahm Zico den Trainerposten der japanischen Nationalmannschaft vom Franzosen Philippe Troussier, der das vorher drittklassige Team bis ins Achtelfinale geführt hatte. Es gelangen mehrere Kantersiege in der asiatischen Qualifikation für die Fußball-Weltmeisterschaft 2006. Das Turnier selbst verlief jedoch für Japan enttäuschend.

### Fenerbahçe Istanbul
Im Juli 2006 wurde Zico Trainer von Fenerbahçe Istanbul. In der Saison 2006/07 wurde er mit Fenerbahçe Meister und erreichte in der Saison 2007/08 mit dem Verein das Viertelfinale der europäischen Champions League.

### Bunjodkor Taschkent
Von September 2008 bis Januar 2009 war Zico Trainer von Bunjodkor Taschkent.

### ZSKA Moskau
Im Januar 2009 wurde Zico Trainer des russischen Vereins, blieb aber nur bis September 2009.

### Olympiakos Piräus
Ab September 2009 war Zico Trainer der griechischen Fußballmannschaft Olympiakos Piräus. Neben der Meisterschaft spielte Olympiakos 2009/2010 auch in der Champions League. Im Januar 2010 wurde er jedoch von Olympiakos entlassen.

### Irak
Im August 2011 übernahm er die irakische Fußballnationalmannschaft, er schloss einen Ein-Jahres-Vertrag mit dem Fußballverband des Landes ab. Im November 2012 trat er zurück.

### al-Gharafa
Von August 2013 bis 2014 war Zico Trainer des al-Gharafa Sports Club, einem katarischen Klub.

### FC Goa
Von Oktober 2014 bis Januar 2017 betreute Zico den für die Indian Super League neugegründeten FC Goa.

### Kashima Antlers
2018 wurde er Sportdirektor bei Kashima Antlers in Japan.

## Erfolge

### Als Spieler
Nationalmannschaft
- WM-Dritter 1978

Flamengo
- Brasilianischer Meister: 1980, 1982, 1983
- Copa Libertadores: 1981
- Weltpokal: 1981

### Auszeichnungen
- 1974 Bola de Ouro
- 1977 Südamerikas Fußballer des Jahres
- 1980 Brasilianischer Torschützenkönig
- 1981 Südamerikas Fußballer des Jahres
- 1981 Weltbester Spieler
- 1982 Südamerikas Fußballer des Jahres
- 1982 Bola de Ouro
- 1982: Wahl zum Torschützen des Monats für sein Tor gegen Neuseeland im WM-Gruppenspiel durch die Zuschauer der Sportschau.
- 1983 Weltfußballer des Jahres (inoffiziell)
- 1984 Chevron Award für das beste goal-per-match-Verhältnis in der italienischen Serie A
- 1995 Bester Spieler der FIFA-Beachsoccer-Weltmeisterschaft
- Nummer 9 der Liste der Weltfußballer des Jahrhunderts von France Football
- Nummer 14 der Liste der Weltfußballer des Jahrhunderts von IFFHS
- FIFA 100
- International Football Hall of Champions
- Torschützenkönig:
  - 1970 Campeonato Carioca de Escolinha – 26 Tore
  - 1971 Campeonato Carioca Infantil 1 – 9 Tore
  - 1975 Campeonato Carioca Profissional – 30 Tore
  - 1975 Taça Guanabara – 10 Tore
  - 1977 Campeonato Carioca – 27 Tore
  - 1978 Campeonato Carioca – 19 Tore
  - 1979 Campeonato Carioca – 26 Tore
  - 1979 Campeonato Especial – 34 Tore
  - 1979 Turnier Ramón de Carranza – 3 Tore
  - 1980 Turnier Ramón de Carranza – 2 Tore
  - 1980 Turnier in Santander (Spanien) – 3 Tore
  - 1980 Brasilianische Meisterschaft – 21 Tore
  - 1981 Copa Libertadores – 11 Tore
  - 1981 Turnier in Neapel (Italien) – 4 Tore
  - 1982 Brasilianische Meisterschaft – 21 Tore
  - 1982 Taça Guanabara – 12 Tore
  - 1982 Campeonato Carioca – 21 Tore
  - 1983 Italienische Meisterschaft – 19 Tore
  - 1992 Japanische Meisterschaft – 21 Tore
  - 1992 Japanische Liga: Rekord – 11 Tore in zehn aufeinanderfolgenden Spielen
  - 1995 FIFA-Beachsoccer-Weltmeisterschaft – 12 Tore
  - Torschützenkönig für Flamengo – 508 Tore
  - Torschützenkönig im Maracanã Stadion – 333 Tore

### Als Trainer
- 2004 Asienmeisterschaft mit Japan
- 2007 Türkischer Fußballmeister mit Fenerbahçe Istanbul
- 2007 Türkischer SuperCup Sieger mit Fenerbahçe Istanbul
- 2008 Einzug ins Viertelfinale der Champions League mit Fenerbahçe Istanbul
- 2009 Russischer Pokalsieger mit ZSKA Moskau
- 2009 Russischer Supercup-Sieger mit ZSKA Moskau

## Politik
Von 1990 bis 1991, während der Präsidentschaft von Fernando Collor, war Zico Sportminister.

## Zitate
Muricy Ramalho, Trainer des FC São Paulo 2006: Zico war der beste und kompletteste Spieler, den ich jemals auf einem Fußballfeld gesehen habe.
Zico: Ein schöner Freistoß ist wie ein schönes Bild von einem großartigen Maler.

## Trivia
Der frühere Tischtennis-Olympiasieger und Weltmeister Zhang Jike sollte nach dem Willen seines Vaters Zhang Chuanming ursprünglich Fußballprofi werden, weshalb dieser seinen Sohn nach Zico benannte.
Bei den Olympischen Spielen 2020 in Tokio wurde seine langjährige Tätigkeit in und für Japan geehrt, indem er als Fackelläufer auftreten durfte.